# Torneo Clausura 2011 (México)
El Torneo Clausura 2011 fue la edición LXXXV del campeonato de liga de la Primera División del fútbol mexicano; se trató del 30.º torneo corto, luego del cambio en el formato de competencia, con el que se cerró la temporada 2010-11.
Pumas de la UNAM consiguió su séptimo título, luego de vencer a Morelia con global de 3-2. Mientras que en el otro extremo, Necaxa descendió por segunda ocasión en su historia.

## Sistema de competición
Básicamente el sistema de calificación de este torneo fue el mismo del Torneo Apertura 2010 (México), se desarrolló en dos fases:
- Fase de calificación: Que se integra por las 17 jornadas del torneo.
- Fase final: Que se integra por los partidos de ida y vuelta, de cuartos de final, semifinal y final.

### Fase de calificación
En la fase de calificación participan los 18 clubes de la primera división profesional jugando todos contra todos durante las 17 jornadas respectivas, a un solo partido. Se observará el sistema de puntos. La ubicación en la tabla general y en la tabla grupos está sujeta a lo siguiente:
- Por juego ganado se obtendrán tres puntos.
- Por juego empatado se obtendrá un punto.
- Por juego perdido no se otorgan puntos.

El orden de los clubes al final de la Fase de Calificación del torneo corresponderá a la suma de los puntos obtenidos por cada uno de ellos y se presentará en forma descendente. Si al finalizar las 17 jornadas del torneo, dos o más clubes estuviesen empatados en puntos, su posición en la Tabla General será determinada atendiendo a los siguientes criterios de desempate:
1. Mejor diferencia entre los goles anotados y recibidos.
2. Mayor número de goles anotados.
3. Marcadores particulares entre los clubes empatados.
4. Mayor número de goles anotados como visitante.
5. Sorteo.

Participan por el título de Campeón de la Primera División Profesional en el Torneo Apertura 2010, automáticamente los clubes que hayan obtenido el primero y segundo lugar de su respectivo grupo, así como los dos clubes mejor clasificados al término de la jornada 17 en la Tabla General, excluyendo a los seis clubes ya clasificados como primero y segundo lugar de su grupo.

### Fase final
Los ocho clubes calificados para la fase final del torneo serán reubicados de acuerdo con el lugar que ocupen en la tabla general al término de la jornada 17, correspondiéndole el puesto número uno al club mejor clasificado, y así sucesivamente hasta el número ocho. Los partidos correspondientes a la Fase Final se desarrollarán a visita recíproca y los equipos mejor ubicados serán quienes reciban el partido de vuelta, en las siguientes etapas:
- Cuartos de final.
- Semifinales.
- Final.

En esta fase, en caso de empate en el marcador global (resultado del partido de ida y del partido de vuelta)el equipo mejor ubicado en la Tabla General de la Fase de Calificación será el que avance a la siguiente Fase.
En la final, en caso de empate en el marcador global, se añadirán dos periodos de 15 minutos y, en caso de mantenerse la igualada, se procederá a los tiros penales.Los cuales serán en una tanda de 5 penalties por cada equipo, debidamente turnados entre un tiro y otro, el equipo que anote más goles de esos 5 tiros será el ganador. En caso de haber quedado empatados se irán a muerte súbita, la cual consiste en añadir un penaltie a cada equipo hasta que uno de los dos si pueda anotar y el otro no, así se concluirá las tandas de penalties y saldrá un ganador.

## Equipos participantes
| Santos Pachuca Monterrey Tigres Morelia Atlas Guadalajara Estudiantes San Luis Querétaro Necaxa Puebla Toluca América Cruz Azul UNAM Jaguares Atlante | \| Entidad Federativa \| N.º \| Equipos \| \| ------------------ \| --- \| -------------------------------- \| \| Distrito Federal \| 3 \| América, Cruz Azul y UNAM \| \| Jalisco \| 3 \| Atlas, Estudiantes y Guadalajara \| \| Nuevo León \| 2 \| Monterrey y Tigres \| \| Aguascalientes \| 1 \| Necaxa \| \| Coahuila \| 1 \| Santos \| \| San Luis Potosí \| 1 \| San Luis \| \| Querétaro \| 1 \| Querétaro \| \| Hidalgo \| 1 \| Pachuca \| \| Estado de México \| 1 \| Toluca \| \| Michoacán \| 1 \| Morelia \| \| Puebla \| 1 \| Puebla \| \| Chiapas \| 1 \| Jaguares \| \| Quintana Roo \| 1 \| Atlante \| |                                  |
| Entidad Federativa | N.º | Equipos                          |
| Distrito Federal | 3 | América, Cruz Azul y UNAM        |
| Jalisco | 3 | Atlas, Estudiantes y Guadalajara |
| Nuevo León | 2 | Monterrey y Tigres               |
| Aguascalientes | 1 | Necaxa                           |
| Coahuila | 1 | Santos                           |
| San Luis Potosí | 1 | San Luis                         |
| Querétaro | 1 | Querétaro                        |
| Hidalgo | 1 | Pachuca                          |
| Estado de México | 1 | Toluca                           |
| Michoacán | 1 | Morelia                          |
| Puebla | 1 | Puebla                           |
| Chiapas | 1 | Jaguares                         |
| Quintana Roo | 1 | Atlante                          |

## Información de los equipos
| Equipo      | Ciudad                           | Entrenador             | Kit          | Patrocinios                                                         |
| ----------- | -------------------------------- | ---------------------- | ------------ | ------------------------------------------------------------------- |
| América     | México, D. F.                    | Manuel Lapuente        | Nike         | Bimbo, Powerade, Cerveza Corona                                     |
| Atlante     | Cancún, Quintana Roo             | Miguel Herrera         | Kelme        | Cancún, Riviera Maya, ADO, Cerveza Corona                           |
| Atlas       | Guadalajara, Jalisco             | Benjamín Galindo       | Atletica     | Akron, Coca-Cola, Cerveza Corona                                    |
| Cruz Azul   | México, D. F.                    | Enrique Meza           | Umbro        | Cemento Cruz Azul, Coca-Cola, Telcel                                |
| Jaguares    | Tuxtla Gutiérrez, Chiapas        | José Guadalupe Cruz    | Atletica     | Banco Azteca, OCC, Farmacias del Ahorro, Cerveza Sol                |
| Guadalajara | Guadalajara, Jalisco             | José Luis Real         | Reebok       | Bimbo, Toyota, Pepsi-Cola                                           |
| Monterrey   | Monterrey, Nuevo León            | Víctor Manuel Vucetich | Nike         | Bimbo, Javer, Cerveza Carta Blanca, Bancomer                        |
| Morelia     | Morelia, Michoacán               | Tomás Boy              | Atletica     | Roshfrans, Cerveza Sol, Elektra, Banco Azteca                       |
| Necaxa      | Aguascalientes                   | Daniel Brailovsky      | Atletica     | Caja Popular Mexicana, Coca-Cola, Rolcar, ETN, Cerveza Corona       |
| Pachuca     | Pachuca, Hidalgo                 | Pablo Marini           | Nike         | Gamesa, ADO, Office Depot, Martí                                    |
| Puebla      | Puebla, Puebla                   | José Luis Trejo        | Atletica     | Volkswagen, Cerveza Corona, Banco Azteca                            |
| Querétaro   | Querétaro                        | Gustavo Matosas        | Marval       | Caja Libertad, Cerveza Sol, ETN                                     |
| San Luis    | San Luis Potosí, San Luis Potosí | Ignacio Ambriz         | Atletica     | Caja Popular Mexicana, Cerveza Corona, Coca-Cola, Cemento Moctezuma |
| Santos      | Torreón, Coahuila                | Rubén Omar Romano      | Puma         | Soriana, Cerveza Corona, Pepsi-Cola, Lala                           |
| Tecos UAG   | Zapopan, Jalisco                 | José Luis Sánchez Solá | Under Armour | Riviera Maya Resorts, Isla Navidad                                  |
| Tigres UANL | Monterrey, Nuevo León            | Ricardo Ferretti       | Adidas       | Cemex, Cerveza Carta Blanca                                         |
| Toluca      | Toluca, Estado de México         | Sergio Lugo            | Under Armour | Banamex, Cerveza Corona                                             |
| Pumas UNAM  | México, D. F.                    | Guillermo Vázquez      | Puma         | Banamex, Cablevisión                                                |

### Cambios de entrenadores
| Equipo        | Entrenador (jornadas)                          |
| ------------- | ---------------------------------------------- |
| Club América  | Manuel Lapuente (1-3) Carlos Reinoso (4-17)    |
| Club Necaxa   | Daniel Brailovsky (1-4) Sergio Bueno (5-17)    |
| Puebla FC     | José Luis Trejo (1-6) Héctor Hugo Eugui (7-17) |
| Santos Laguna | Rubén Omar Romano (1-7) Diego Cocca (8-17)     |
| Pachuca       | Pablo Marini (1-9) Efraín Flores (10-17)       |

## Estadios
|                                                                          |                                                                                          |                                                                                     |
|                                                                          |                                                                                          |                                                                                     |
| Estadio Azteca Ciudad: México Capacidad: 105.064 Club: América           | Estadio Olímpico Universitario Ciudad: México Capacidad: 63.186 Club: UNAM               | Estadio Jalisco Ciudad: Guadalajara Capacidad: 56.713 Club: Atlas                   |
|                                                                          |                                                                                          |                                                                                     |
| Estadio Omnilife Ciudad: Guadalajara Capacidad: 49,850 Club: Guadalajara | Estadio Cuauhtémoc Ciudad: Puebla Capacidad: 42.648 Club: Puebla                         | Estadio Universitario Ciudad: Monterrey Capacidad: 42.000 Club: Tigres              |
|                                                                          |                                                                                          |                                                                                     |
| Estadio Morelos Ciudad: Morelia Capacidad: 41.056 Club: Monarcas Morelia | Estadio Corregidora Ciudad: Querétaro Capacidad: 38.575 Club: Querétaro                  | Estadio Tecnológico Ciudad: Monterrey Capacidad: 36.485 Club: Monterrey             |
|                                                                          |                                                                                          |                                                                                     |
| Estadio Azul Ciudad: Ciudad de México Capacidad: 35.161 Club: Cruz Azul  | Estadio Víctor Manuel Reyna Ciudad: Tuxtla Gutiérrez Capacidad: 30.222 Club: Jaguares    | Estadio Corona (TSM) Ciudad: Torreón Capacidad: 30.000 Club: Santos                 |
|                                                                          |                                                                                          |                                                                                     |
| Estadio Nemesio Díez Ciudad: Toluca Capacidad: 27,000 Club: Toluca       | Estadio Victoria Ciudad: Aguascalientes Capacidad: 25.494 Club: Necaxa                   | Estadio Tres de Marzo Ciudad: Guadalajara Capacidad: 25.000 Club: Estudiantes       |
|                                                                          |                                                                                          |                                                                                     |
| Estadio Hidalgo Ciudad: Pachuca Capacidad: 25,000 Club: Pachuca          | Estadio Alfonso Lastras Ramírez Ciudad: San Luis Potosí Capacidad: 24.000 Club: San Luis | Estadio Olímpico Andrés Quintana Roo Ciudad: Cancún Capacidad: 20,000 Club: Atlante |

## Tabla General
| Pos. | Equipo      | Pts. | PJ | G  | E | P  | GF | GC | Dif. | Clasificación                   |
| ---- | ----------- | ---- | -- | -- | - | -- | -- | -- | ---- | ------------------------------- |
| 1    | Tigres      | 35   | 17 | 10 | 5 | 2  | 26 | 9  | +17  | Cuartos de final de la liguilla |
| 2    | UNAM (C)    | 35   | 17 | 10 | 5 | 2  | 27 | 13 | +14  | Cuartos de final de la liguilla |
| 3    | Morelia     | 31   | 17 | 9  | 4 | 4  | 31 | 24 | +7   | Cuartos de final de la liguilla |
| 4    | Atlante     | 27   | 17 | 8  | 3 | 6  | 28 | 17 | +11  | Cuartos de final de la liguilla |
| 5    | Cruz Azul   | 26   | 17 | 7  | 5 | 5  | 25 | 20 | +5   | Cuartos de final de la liguilla |
| 6    | América     | 26   | 17 | 8  | 2 | 7  | 31 | 28 | +3   | Cuartos de final de la liguilla |
| 7    | Monterrey   | 26   | 17 | 7  | 5 | 5  | 23 | 20 | +3   | Cuartos de final de la liguilla |
| 8    | Guadalajara | 25   | 17 | 6  | 7 | 4  | 23 | 15 | +8   | Cuartos de final de la liguilla |
| 9    | Santos      | 23   | 17 | 7  | 2 | 8  | 23 | 23 | 0    |                                 |
| 10   | Atlas       | 23   | 17 | 6  | 5 | 6  | 19 | 19 | 0    |                                 |
| 11   | San Luis    | 21   | 17 | 4  | 9 | 4  | 20 | 18 | +2   |                                 |
| 12   | Toluca      | 21   | 17 | 5  | 6 | 6  | 28 | 27 | +1   |                                 |
| 13   | Pachuca     | 18   | 17 | 4  | 6 | 7  | 16 | 25 | −9   |                                 |
| 14   | Puebla      | 18   | 17 | 5  | 3 | 9  | 16 | 26 | −10  |                                 |
| 15   | Estudiantes | 17   | 17 | 4  | 5 | 8  | 21 | 34 | −13  |                                 |
| 16   | Querétaro   | 16   | 17 | 4  | 4 | 9  | 16 | 35 | −19  |                                 |
| 17   | Necaxa (D)  | 15   | 17 | 3  | 6 | 8  | 10 | 15 | −5   | Descenso de categoría           |
| 18   | Chiapas     | 14   | 17 | 4  | 2 | 11 | 15 | 30 | −15  |                                 |

 Fuente: [cita requerida]

## Grupos

### Grupo 1
| Pos. | Equipo      | Pts. | PJ | G  | E | P | GF | GC | Dif. | Clasificación                   |
| ---- | ----------- | ---- | -- | -- | - | - | -- | -- | ---- | ------------------------------- |
| 1    | Tigres      | 35   | 17 | 10 | 5 | 2 | 26 | 9  | +17  | Cuartos de final de la liguilla |
| 2    | Monterrey   | 26   | 17 | 7  | 5 | 5 | 23 | 20 | +3   | Cuartos de final de la liguilla |
| 3    | Guadalajara | 25   | 17 | 6  | 7 | 4 | 23 | 15 | +8   | Cuartos de final de la liguilla |
| 4    | Santos      | 23   | 17 | 7  | 2 | 8 | 23 | 23 | 0    |                                 |
| 5    | Estudiantes | 17   | 17 | 4  | 5 | 8 | 21 | 34 | −13  |                                 |
| 6    | Necaxa (D)  | 15   | 17 | 3  | 6 | 8 | 10 | 15 | −5   | Descenso de categoría           |

 Fuente: [cita requerida]

### Grupo 2
| Pos. | Equipo   | Pts. | PJ | G | E | P | GF | GC | Dif. | Clasificación                   |
| ---- | -------- | ---- | -- | - | - | - | -- | -- | ---- | ------------------------------- |
| 1    | Atlante  | 27   | 17 | 8 | 3 | 6 | 28 | 17 | +11  | Cuartos de final de la liguilla |
| 2    | América  | 26   | 17 | 8 | 2 | 7 | 31 | 28 | +3   | Cuartos de final de la liguilla |
| 3    | Atlas    | 23   | 17 | 6 | 5 | 6 | 19 | 19 | 0    |                                 |
| 4    | San Luis | 21   | 17 | 4 | 9 | 4 | 20 | 18 | +2   |                                 |
| 5    | Toluca   | 21   | 17 | 5 | 6 | 6 | 28 | 27 | +1   |                                 |
| 6    | Pachuca  | 18   | 17 | 4 | 6 | 7 | 16 | 25 | −9   |                                 |

 Fuente: [cita requerida]

### Grupo 3
| Pos. | Equipo    | Pts. | PJ | G  | E | P  | GF | GC | Dif. | Clasificación                   |
| ---- | --------- | ---- | -- | -- | - | -- | -- | -- | ---- | ------------------------------- |
| 1    | UNAM (C)  | 35   | 17 | 10 | 5 | 2  | 27 | 13 | +14  | Cuartos de final de la liguilla |
| 2    | Morelia   | 31   | 17 | 9  | 4 | 4  | 31 | 24 | +7   | Cuartos de final de la liguilla |
| 3    | Cruz Azul | 26   | 17 | 7  | 5 | 5  | 25 | 20 | +5   | Cuartos de final de la liguilla |
| 4    | Puebla    | 18   | 17 | 5  | 3 | 9  | 16 | 26 | −10  |                                 |
| 5    | Querétaro | 16   | 17 | 4  | 4 | 9  | 16 | 35 | −19  |                                 |
| 6    | Chiapas   | 14   | 17 | 4  | 2 | 11 | 15 | 30 | −15  |                                 |

 Fuente: [cita requerida]

## Resultados
- Los horarios son correspondientes al Tiempo del Centro de México (UTC-6 y UTC-5 en horario de verano).[3]

| Jornada 1     | Jornada 1 | Jornada 1   | Jornada 1    | Jornada 1  | Jornada 1 | Jornada 1 |
| Local         | Resultado | Visitante   | Estadio      | Fecha      | Hora      |           |
| ------------- | --------- | ----------- | ------------ | ---------- | --------- | --------- |
| Necaxa        | 0 - 1     | Chiapas     | Victoria     | 7 de enero | 20:10     |           |
| Monterrey     | 0 - 2     | San Luis    | Tecnológico  | 8 de enero | 17:00     |           |
| Cruz Azul     | 4 - 1     | Estudiantes | Azul         | 8 de enero | 17:00     |           |
| Querétaro     | 2 - 2     | Tigres      | Corregidora  | 8 de enero | 17:00     |           |
| Santos Laguna | 2 - 1     | Atlante     | Corona TSM   | 8 de enero | 19:00     |           |
| Atlas         | 5 - 0     | Morelia     | Jalisco      | 8 de enero | 20:45     |           |
| Toluca        | 1 - 1     | UNAM        | Nemesio Díez | 9 de enero | 12:00     |           |
| Puebla        | 1 - 1     | Guadalajara | Cuauhtémoc   | 9 de enero | 12:00     |           |
| América       | 0 - 2     | Pachuca     | Azteca       | 9 de enero | 16:00     |           |

| Jornada 2   | Jornada 2 | Jornada 2     | Jornada 2                    | Jornada 2   | Jornada 2 | Jornada 2 |
| Local       | Resultado | Visitante     | Estadio                      | Fecha       | Hora      |           |
| ----------- | --------- | ------------- | ---------------------------- | ----------- | --------- | --------- |
| Estudiantes | 3 - 2     | Monterrey     | Tres de Marzo                | 14 de enero | 20:10     |           |
| San Luis    | 3 - 0     | Puebla        | Alfonso Lastras Ramírez      | 15 de enero | 17:00     |           |
| Chiapas     | 2 - 2     | América       | Víctor Manuel Reyna          | 15 de enero | 17:00     |           |
| Tigres      | 1 - 0     | Necaxa        | Universitario                | 15 de enero | 19:00     |           |
| Pachuca     | 0 - 0     | Toluca        | Hidalgo                      | 15 de enero | 19:00     |           |
| Atlas       | 2 - 1     | Querétaro     | Jalisco                      | 15 de enero | 20:45     |           |
| Atlante     | 3 - 0     | Cruz Azul     | Olímpico Andrés Quintana Roo | 15 de enero | 21:00     |           |
| Morelia     | 1 - 1     | Guadalajara   | Morelos                      | 16 de enero | 12:00     |           |
| UNAM        | 2 - 0     | Santos Laguna | Olímpico Universitario       | 16 de enero | 12:00     |           |

| Jornada 3     | Jornada 3 | Jornada 3   | Jornada 3    | Jornada 3   | Jornada 3 | Jornada 3 |
| Local         | Resultado | Visitante   | Estadio      | Fecha       | Hora      |           |
| ------------- | --------- | ----------- | ------------ | ----------- | --------- | --------- |
| Necaxa        | 0 - 1     | Atlas       | Victoria     | 21 de enero | 20:10     |           |
| Monterrey     | 1 - 0     | Atlante     | Tecnológico  | 22 de enero | 17:00     |           |
| Cruz Azul     | 3 - 3     | UNAM        | Azul         | 22 de enero | 17:00     |           |
| Querétaro     | 0 - 3     | Morelia     | Corregidora  | 22 de enero | 17:00     |           |
| Guadalajara   | 1 - 1     | San Luis    | Omnilife     | 22 de enero | 19:00     |           |
| Santos Laguna | 1 - 1     | Pachuca     | Corona TSM   | 22 de enero | 19:00     |           |
| Toluca        | 2 - 0     | Chiapas     | Nemesio Díez | 23 de enero | 12:00     |           |
| Puebla        | 2 - 0     | Estudiantes | Cuauhtémoc   | 23 de enero | 12:00     |           |
| América       | 1 - 2     | Tigres      | Azteca       | 23 de enero | 16:00     |           |

| Jornada 4   | Jornada 4 | Jornada 4     | Jornada 4                    | Jornada 4   | Jornada 4 | Jornada 4 |
| Local       | Resultado | Visitante     | Estadio                      | Fecha       | Hora      |           |
| ----------- | --------- | ------------- | ---------------------------- | ----------- | --------- | --------- |
| Estudiantes | 1 - 0     | Guadalajara   | Tres de Marzo                | 28 de enero | 20:10     |           |
| Querétaro   | 1 - 0     | Necaxa        | Corregidora                  | 29 de enero | 17:00     |           |
| Chiapas     | 1 - 2     | Santos Laguna | Víctor Manuel Reyna          | 29 de enero | 17:00     |           |
| Tigres      | 0 - 1     | Toluca        | Universitario                | 29 de enero | 19:00     |           |
| Pachuca     | 0 - 4     | Cruz Azul     | Hidalgo                      | 29 de enero | 19:00     |           |
| Atlas       | 0 - 2     | América       | Jalisco                      | 29 de enero | 20:45     |           |
| Atlante     | 2 - 0     | Puebla        | Olímpico Andrés Quintana Roo | 29 de enero | 21:00     |           |
| Morelia     | 3 - 3     | San Luis      | Morelos                      | 30 de enero | 12:00     |           |
| UNAM        | 3 - 2     | Monterrey     | Olímpico Universitario       | 30 de enero | 12:00     |           |

| Jornada 5     | Jornada 5 | Jornada 5   | Jornada 5               | Jornada 5    | Jornada 5 | Jornada 5 |
| Local         | Resultado | Visitante   | Estadio                 | Fecha        | Hora      |           |
| ------------- | --------- | ----------- | ----------------------- | ------------ | --------- | --------- |
| Necaxa        | 0 - 0     | Morelia     | Victoria                | 4 de febrero | 20:10     |           |
| Monterrey     | 2 - 0     | Pachuca     | Tecnológico             | 5 de febrero | 17:00     |           |
| Santos Laguna | 0 - 2     | Tigres      | Corona TSM              | 5 de febrero | 19:00     |           |
| Guadalajara   | 2 - 0     | Atlante     | Omnilife                | 5 de febrero | 19:00     |           |
| Cruz Azul     | 2 - 0     | Chiapas     | Azul                    | 5 de febrero | 19:00     |           |
| San Luis      | 3 - 2     | Estudiantes | Alfonso Lastras Ramírez | 5 de febrero | 20:45     |           |
| Toluca        | 0 - 0     | Atlas       | Nemesio Díez            | 6 de febrero | 12:00     |           |
| Puebla        | 0 - 1     | UNAM        | Cuauhtémoc              | 6 de febrero | 12:00     |           |
| América       | 3 - 1     | Querétaro   | Azteca                  | 6 de febrero | 16:00     |           |

| Jornada 6 | Jornada 6 | Jornada 6     | Jornada 6                    | Jornada 6     | Jornada 6 | Jornada 6 |
| Local     | Resultado | Visitante     | Estadio                      | Fecha         | Hora      |           |
| --------- | --------- | ------------- | ---------------------------- | ------------- | --------- | --------- |
| Necaxa    | 1 - 0     | América       | Victoria                     | 11 de febrero | 20:10     |           |
| Querétaro | 0 - 5     | Toluca        | Corregidora                  | 12 de febrero | 17:00     |           |
| Chiapas   | 1 - 4     | Monterrey     | Víctor Manuel Reyna          | 12 de febrero | 17:00     |           |
| Tigres    | 2 - 0     | Cruz Azul     | Universitario                | 12 de febrero | 19:00     |           |
| Pachuca   | 1 - 0     | Puebla        | Hidalgo                      | 12 de febrero | 19:00     |           |
| Atlas     | 1 - 2     | Santos Laguna | Jalisco                      | 12 de febrero | 20:45     |           |
| Atlante   | 0 - 0     | San Luis      | Olímpico Andrés Quintana Roo | 12 de febrero | 21:00     |           |
| Morelia   | 4 - 1     | Estudiantes   | Morelos                      | 13 de febrero | 12:00     |           |
| UNAM      | 1 - 1     | Guadalajara   | Olímpico Universitario       | 13 de febrero | 12:00     |           |

| Jornada 7     | Jornada 7 | Jornada 7 | Jornada 7               | Jornada 7     | Jornada 7 | Jornada 7 |
| Local         | Resultado | Visitante | Estadio                 | Fecha         | Hora      |           |
| ------------- | --------- | --------- | ----------------------- | ------------- | --------- | --------- |
| Estudiantes   | 0 - 1     | Atlante   | Tres de Marzo           | 18 de febrero | 20:10     |           |
| San Luis      | 0 - 1     | UNAM      | Alfonso Lastras Ramírez | 18 de febrero | 20:30     |           |
| Cruz Azul     | 2 - 1     | Atlas     | Azul                    | 19 de febrero | 17:00     |           |
| Monterrey     | 0 - 0     | Tigres    | Tecnológico             | 19 de febrero | 17:00     |           |
| Santos Laguna | 0 - 2     | Querétaro | Corona TSM              | 19 de febrero | 19:00     |           |
| Guadalajara   | 4 - 1     | Pachuca   | Omnilife                | 19 de febrero | 19:00     |           |
| Toluca        | 2 - 3     | Necaxa    | Nemesio Díez            | 20 de febrero | 12:00     |           |
| Puebla        | 1 - 0     | Chiapas   | Cuauhtémoc              | 20 de febrero | 12:00     |           |
| América       | 1 - 2     | Morelia   | Azteca                  | 20 de febrero | 16:00     |           |

| Jornada 8 | Jornada 8 | Jornada 8     | Jornada 8              | Jornada 8     | Jornada 8 | Jornada 8 |
| Local     | Resultado | Visitante     | Estadio                | Fecha         | Hora      |           |
| --------- | --------- | ------------- | ---------------------- | ------------- | --------- | --------- |
| Necaxa    | 1 - 0     | Santos Laguna | Victoria               | 25 de febrero | 20:10     |           |
| Querétaro | 1 - 1     | Cruz Azul     | Corregidora            | 26 de febrero | 12:00     |           |
| Chiapas   | 1 - 0     | Guadalajara   | Víctor Manuel Reyna    | 26 de febrero | 12:00     |           |
| Tigres    | 3 - 0     | Puebla        | Universitario          | 26 de febrero | 19:00     |           |
| Pachuca   | 0 - 0     | San Luis      | Hidalgo                | 26 de febrero | 19:00     |           |
| Atlas     | 1 - 0     | Monterrey     | Jalisco                | 26 de febrero | 20:45     |           |
| Morelia   | 2 - 1     | Atlante       | Morelos                | 27 de febrero | 12:00     |           |
| UNAM      | 5 - 1     | Estudiantes   | Olímpico Universitario | 27 de febrero | 12:00     |           |
| América   | 4 - 3     | Toluca        | Azteca                 | 27 de febrero | 16:00     |           |

| Jornada 9     | Jornada 9 | Jornada 9 | Jornada 9                    | Jornada 9  | Jornada 9 | Jornada 9 |
| Local         | Resultado | Visitante | Estadio                      | Fecha      | Hora      |           |
| ------------- | --------- | --------- | ---------------------------- | ---------- | --------- | --------- |
| Estudiantes   | 1 - 0     | Pachuca   | Tres de Marzo                | 4 de marzo | 20:10     |           |
| Cruz Azul     | 0 - 0     | Necaxa    | Azul                         | 5 de marzo | 17:00     |           |
| Monterrey     | 2 - 0     | Querétaro | Tecnológico                  | 5 de marzo | 17:00     |           |
| Santos Laguna | 2 - 3     | América   | Corona TSM                   | 5 de marzo | 19:00     |           |
| Guadalajara   | 0 - 0     | Tigres    | Omnilife                     | 5 de marzo | 19:00     |           |
| San Luis      | 0 - 0     | Chiapas   | Alfonso Lastras Ramírez      | 5 de marzo | 20:45     |           |
| Atlante       | 0 - 2     | UNAM      | Olímpico Andrés Quintana Roo | 5 de marzo | 21:00     |           |
| Toluca        | 1 - 6     | Morelia   | Nemesio Díez                 | 6 de marzo | 12:00     |           |
| Puebla        | 2 - 0     | Atlas     | Cuauhtémoc                   | 6 de marzo | 12:00     |           |

| Jornada 10 | Jornada 10 | Jornada 10    | Jornada 10          | Jornada 10  | Jornada 10 | Jornada 10 |
| Local      | Resultado  | Visitante     | Estadio             | Fecha       | Hora       |            |
| ---------- | ---------- | ------------- | ------------------- | ----------- | ---------- | ---------- |
| Necaxa     | 0 - 1      | Monterrey     | Victoria            | 11 de marzo | 20:10      |            |
| Querétaro  | 2 - 1      | Puebla        | Corregidora         | 12 de marzo | 17:00      |            |
| Chiapas    | 0 - 2      | Estudiantes   | Víctor Manuel Reyna | 12 de marzo | 17:00      |            |
| Tigres     | 1 - 1      | San Luis      | Universitario       | 12 de marzo | 19:00      |            |
| Pachuca    | 0 - 4      | Atlante       | Hidalgo             | 12 de marzo | 19:00      |            |
| Atlas      | 1 - 1      | Guadalajara   | Jalisco             | 12 de marzo | 20:45      |            |
| Morelia    | 0 - 1      | UNAM          | Morelos             | 13 de marzo | 12:00      |            |
| Toluca     | 3 - 1      | Santos Laguna | Nemesio Díez        | 13 de marzo | 12:00      |            |
| América    | 0 - 2      | Cruz Azul     | Azteca              | 13 de marzo | 16:00      |            |

| Jornada 11    | Jornada 11 | Jornada 11 | Jornada 11                   | Jornada 11  | Jornada 11 | Jornada 11 |
| Local         | Resultado  | Visitante  | Estadio                      | Fecha       | Hora       |            |
| ------------- | ---------- | ---------- | ---------------------------- | ----------- | ---------- | ---------- |
| Estudiantes   | 0 - 0      | Tigres     | Tres de Marzo                | 18 de marzo | 20:10      |            |
| Cruz Azul     | 1 - 0      | Toluca     | Azul                         | 19 de marzo | 17:00      |            |
| Monterrey     | 2 - 1      | América    | Tecnológico                  | 19 de marzo | 17:00      |            |
| Santos Laguna | 0 - 1      | Morelia    | Corona TSM                   | 19 de marzo | 19:00      |            |
| Guadalajara   | 2 - 0      | Querétaro  | Omnilife                     | 19 de marzo | 19:00      |            |
| San Luis      | 1 - 1      | Atlas      | Alfonso Lastras Ramírez      | 19 de marzo | 20:45      |            |
| Atlante       | 5 - 1      | Chiapas    | Olímpico Andrés Quintana Roo | 19 de marzo | 21:00      |            |
| UNAM          | 0 - 0      | Pachuca    | Olímpico Universitario       | 20 de marzo | 12:00      |            |
| Puebla        | 1 - 0      | Necaxa     | Cuauhtémoc                   | 20 de marzo | 12:00      |            |

| Jornada 12    | Jornada 12 | Jornada 12  | Jornada 12          | Jornada 12 | Jornada 12 | Jornada 12 |
| Local         | Resultado  | Visitante   | Estadio             | Fecha      | Hora       |            |
| ------------- | ---------- | ----------- | ------------------- | ---------- | ---------- | ---------- |
| Necaxa        | 1 - 2      | Guadalajara | Victoria            | 1 de abril | 20:10      |            |
| Querétaro     | 3 - 2      | San Luis    | Corregidora         | 2 de abril | 17:00      |            |
| Chiapas       | 3 - 1      | UNAM        | Víctor Manuel Reyna | 2 de abril | 17:00      |            |
| Tigres        | 2 - 0      | Atlante     | Universitario       | 2 de abril | 19:00      |            |
| Santos Laguna | 3 - 0      | Cruz Azul   | Corona TSM          | 2 de abril | 19:00      |            |
| Atlas         | 1 - 1      | Estudiantes | Jalisco             | 2 de abril | 20:45      |            |
| Morelia       | 1 - 3      | Pachuca     | Morelos             | 3 de abril | 12:00      |            |
| Toluca        | 1 - 1      | Monterrey   | Nemesio Díez        | 3 de abril | 12:00      |            |
| América       | 5 - 4      | Puebla      | Azteca              | 3 de abril | 16:00      |            |

| Jornada 13  | Jornada 13 | Jornada 13    | Jornada 13                   | Jornada 13  | Jornada 13 | Jornada 13 |
| Local       | Resultado  | Visitante     | Estadio                      | Fecha       | Hora       |            |
| ----------- | ---------- | ------------- | ---------------------------- | ----------- | ---------- | ---------- |
| Estudiantes | 0 - 0      | Querétaro     | Tres de Marzo                | 8 de abril  | 20:10      |            |
| Cruz Azul   | 2 - 3      | Morelia       | Azul                         | 9 de abril  | 17:00      |            |
| San Luis    | 0 - 0      | Necaxa        | Alfonso Lastras Ramírez      | 9 de abril  | 19:00      |            |
| Monterrey   | 1 - 1      | Santos Laguna | Tecnológico                  | 9 de abril  | 19:00      |            |
| Pachuca     | 3 - 0      | Chiapas       | Hidalgo                      | 9 de abril  | 19:00      |            |
| Atlante     | 3 - 1      | Atlas         | Olímpico Andrés Quintana Roo | 9 de abril  | 21:00      |            |
| Puebla      | 1 - 1      | Toluca        | Cuauhtémoc                   | 10 de abril | 12:00      |            |
| UNAM        | 2 - 0      | Tigres        | Olímpico Universitario       | 10 de abril | 12:00      |            |
| Guadalajara | 3 - 0      | América       | Omnilife                     | 10 de abril | 18:00      |            |

| Jornada 14    | Jornada 14 | Jornada 14  | Jornada 14    | Jornada 14   | Jornada 14 | Jornada 14 |
| Local         | Resultado  | Visitante   | Estadio       | Fecha        | Hora       |            |
| ------------- | ---------- | ----------- | ------------- | ------------ | ---------- | ---------- |
| América       | 3 - 0      | San Luis    | Azteca        | 2 de febrero | 20:30      |            |
| Morelia       | 2 - 1      | Chiapas     | Morelos       | 12 de abril  | 20:30      |            |
| Toluca        | 1 - 2      | Guadalajara | Nemesio Díez  | 13 de abril  | 19:00      |            |
| Necaxa        | 2 - 2      | Estudiantes | Victoria      | 13 de abril  | 19:00      |            |
| Santos Laguna | 4 - 0      | Puebla      | Corona TSM    | 13 de abril  | 19:00      |            |
| Querétaro     | 1 - 4      | Atlante     | Corregidora   | 13 de abril  | 20:00      |            |
| Cruz Azul     | 3 - 0      | Monterrey   | Azul          | 13 de abril  | 20:30      |            |
| Atlas         | 0 - 0      | UNAM        | Jalisco       | 13 de abril  | 20:45      |            |
| Tigres        | 4 - 2      | Pachuca     | Universitario | 13 de abril  | 20:45      |            |

| Jornada 15  | Jornada 15 | Jornada 15    | Jornada 15                   | Jornada 15  | Jornada 15 | Jornada 15 |
| Local       | Resultado  | Visitante     | Estadio                      | Fecha       | Hora       |            |
| ----------- | ---------- | ------------- | ---------------------------- | ----------- | ---------- | ---------- |
| Chiapas     | 0 - 1      | Tigres        | Víctor Manuel Reyna          | 16 de abril | 17:00      |            |
| Guadalajara | 0 - 1      | Santos Laguna | Omnilife                     | 16 de abril | 19:00      |            |
| Atlante     | 1 - 1      | Necaxa        | Olímpico Andrés Quintana Roo | 16 de abril | 19:00      |            |
| Puebla      | 2 - 0      | Cruz Azul     | Cuauhtémoc                   | 16 de abril | 19:00      |            |
| Monterrey   | 1 - 1      | Morelia       | Tecnológico                  | 16 de abril | 19:00      |            |
| Pachuca     | 1 - 2      | Atlas         | Hidalgo                      | 16 de abril | 19:00      |            |
| San Luis    | 1 - 2      | Toluca        | Alfonso Lastras Ramírez      | 16 de abril | 20:45      |            |
| UNAM        | 3 - 0      | Querétaro     | Olímpico Universitario       | 17 de abril | 12:00      |            |
| Estudiantes | 1 - 3      | América       | Tres de Marzo                | 17 de abril | 17:00      |            |

| Jornada 16    | Jornada 16 | Jornada 16  | Jornada 16   | Jornada 16  | Jornada 16 | Jornada 16 |
| Local         | Resultado  | Visitante   | Estadio      | Fecha       | Hora       |            |
| ------------- | ---------- | ----------- | ------------ | ----------- | ---------- | ---------- |
| Necaxa        | 0 - 1      | UNAM        | Victoria     | 22 de abril | 20:10      |            |
| Querétaro     | 1 - 1      | Pachuca     | Corregidora  | 23 de abril | 17:00      |            |
| Cruz Azul     | 1 - 1      | Guadalajara | Azul         | 23 de abril | 17:00      |            |
| Monterrey     | 1 - 1      | Puebla      | Tecnológico  | 23 de abril | 19:00      |            |
| Santos Laguna | 1 - 3      | San Luis    | Corona TSM   | 23 de abril | 19:00      |            |
| Atlas         | 2 - 0      | Chiapas     | Jalisco      | 23 de abril | 20:45      |            |
| Morelia       | 0 - 3      | Tigres      | Morelos      | 24 de abril | 12:00      |            |
| Toluca        | 4 - 4      | Estudiantes | Nemesio Díez | 24 de abril | 12:00      |            |
| América       | 1 - 1      | Atlante     | Azteca       | 24 de abril | 17:00      |            |

| Jornada 17  | Jornada 17 | Jornada 17    | Jornada 17                   | Jornada 17  | Jornada 17 | Jornada 17 |
| Local       | Resultado  | Visitante     | Estadio                      | Fecha       | Hora       |            |
| ----------- | ---------- | ------------- | ---------------------------- | ----------- | ---------- | ---------- |
| Estudiantes | 1 - 3      | Santos Laguna | Tres de Marzo                | 29 de abril | 20:10      |            |
| Chiapas     | 4 - 1      | Querétaro     | Víctor Manuel Reyna          | 30 de abril | 17:00      |            |
| Guadalajara | 2 - 3      | Monterrey     | Omnilife                     | 30 de abril | 19:00      |            |
| Tigres      | 3 - 0      | Atlas         | Universitario                | 30 de abril | 19:00      |            |
| Pachuca     | 1 - 1      | Necaxa        | Hidalgo                      | 30 de abril | 19:00      |            |
| San Luis    | 0 - 0      | Cruz Azul     | Alfonso Lastras Ramírez      | 30 de abril | 20:45      |            |
| Atlante     | 2 - 1      | Toluca        | Olímpico Andrés Quintana Roo | 30 de abril | 21:00      |            |
| UNAM        | 0 - 2      | América       | Olímpico Universitario       | 1 de mayo   | 12:00      |            |
| Puebla      | 0 - 2      | Morelia       | Cuauhtémoc                   | 1 de mayo   | 12:00      |            |

## Tabla de Goleo
: Goles Anotados.

| Jugador                 | Club         | Anotado |
| ----------------------- | ------------ | ------- |
| Ángel Reyna             | América      | 13      |
| Wilmer Aguirre          | San Luis     | 10      |
| Rafael Márquez Lugo     | Morelia      | 9       |
| Héctor Mancilla         | Tigres UANL  | 9       |
| Emanuel Villa           | Cruz Azul    | 9       |
| Carlos Bueno            | Querétaro FC | 9       |
| Christian Bermúdez      | Atlante      | 9       |
| Marco Fabián de la Mora | Guadalajara  | 8       |
| Juan Carlos Cacho       | UNAM         | 7       |
| Mauro Cejas             | Estudiantes  | 7       |

## Tabla Porcentual
| Posición | Equipo              | A-2008 | C-2009 | A-2009 | B-2010 | A-2010 | C-2011 | Puntos | Juegos | Porcentaje |
| -------- | ------------------- | ------ | ------ | ------ | ------ | ------ | ------ | ------ | ------ | ---------- |
| 1        | Toluca              | 27     | 36     | 35     | 30     | 22     | 21     | 171    | 102    | 1.6765     |
| 2        | Monterrey           | 19     | 26     | 30     | 36     | 32     | 26     | 169    | 102    | 1.6569     |
| 3        | Cruz Azul           | 26     | 13     | 33     | 25     | 39     | 26     | 162    | 102    | 1.5882     |
| 4        | UNAM                | 26     | 28     | 17     | 28     | 25     | 35     | 159    | 102    | 1.5588     |
| 5        | Morelia             | 24     | 22     | 33     | 25     | 21     | 31     | 156    | 102    | 1.5294     |
| 6        | América             | 21     | 23     | 30     | 25     | 27     | 26     | 152    | 102    | 1.4902     |
| 7        | Santos Laguna       | 22     | 22     | 27     | 28     | 30     | 23     | 152    | 102    | 1.4902     |
| 8        | Pachuca             | 21     | 36     | 24     | 25     | 25     | 18     | 149    | 102    | 1.4608     |
| 9        | Guadalajara         | 25     | 21     | 19     | 32     | 22     | 25     | 144    | 102    | 1.4118     |
| 10       | Tigres UANL         | 26     | 14     | 22     | 19     | 24     | 35     | 140    | 102    | 1.3725     |
| 11       | San Luis            | 29     | 17     | 21     | 14     | 26     | 21     | 128    | 102    | 1.2549     |
| 12       | Atlante             | 27     | 17     | 23     | 16     | 16     | 27     | 126    | 102    | 1.2353     |
| 13       | Puebla FC           | 15     | 26     | 26     | 19     | 19     | 18     | 123    | 102    | 1.2059     |
| 14       | Estudiantes Tecos   | 25     | 25     | 20     | 19     | 15     | 17     | 121    | 102    | 1.1863     |
| 15       | Atlas               | 22     | 21     | 18     | 24     | 13     | 23     | 121    | 102    | 1.1863     |
| 16       | Jaguares de Chiapas | 18     | 21     | 19     | 19     | 25     | 14     | 116    | 102    | 1.1373     |
| 17       | Querétaro FC        | -      | -      | 18     | 21     | 19     | 16     | 74     | 68     | 1.0882     |
| 18       | Necaxa              | -      | -      | -      | -      | 16     | 15     | 31     | 34     | 0.9118     |

|  |                 |
|  | Club Descendido |

## Liguilla
|  | Cuartos de final                                           | Cuartos de final                                           | Cuartos de final                                           | Cuartos de final                                           | Cuartos de final                                           |   |   | Semifinales                                          | Semifinales                                          | Semifinales                                          | Semifinales                                          | Semifinales                                          |  |   | Final                                                | Final                                                | Final                                                | Final                                                | Final                                                |  |
|  | 4 y 5 de mayo de 2011 (ida) 7 y 8 de mayo de 2011 (vuelta) | 4 y 5 de mayo de 2011 (ida) 7 y 8 de mayo de 2011 (vuelta) | 4 y 5 de mayo de 2011 (ida) 7 y 8 de mayo de 2011 (vuelta) | 4 y 5 de mayo de 2011 (ida) 7 y 8 de mayo de 2011 (vuelta) | 4 y 5 de mayo de 2011 (ida) 7 y 8 de mayo de 2011 (vuelta) |   |   | 12 de mayo de 2011 (ida) 15 de mayo de 2011 (vuelta) | 12 de mayo de 2011 (ida) 15 de mayo de 2011 (vuelta) | 12 de mayo de 2011 (ida) 15 de mayo de 2011 (vuelta) | 12 de mayo de 2011 (ida) 15 de mayo de 2011 (vuelta) | 12 de mayo de 2011 (ida) 15 de mayo de 2011 (vuelta) |  |   | 19 de mayo de 2011 (ida) 22 de mayo de 2011 (vuelta) | 19 de mayo de 2011 (ida) 22 de mayo de 2011 (vuelta) | 19 de mayo de 2011 (ida) 22 de mayo de 2011 (vuelta) | 19 de mayo de 2011 (ida) 22 de mayo de 2011 (vuelta) | 19 de mayo de 2011 (ida) 22 de mayo de 2011 (vuelta) |  |
|  |                                                            |                                                            |                                                            |                                                            |                                                            |   |   |                                                      |                                                      |                                                      |                                                      |                                                      |  |   |                                                      |                                                      |                                                      |                                                      |                                                      |  |
|  |                                                            |                                                            |                                                            |                                                            |                                                            |   |   |                                                      |                                                      |                                                      |                                                      |                                                      |  |   |                                                      |                                                      |                                                      |                                                      |                                                      |  |
|  | 2                                                          | UNAM (*)                                                   | 1                                                          | 2                                                          | 3                                                          |   |   |                                                      |                                                      |                                                      |                                                      |                                                      |  |   |                                                      |                                                      |                                                      |                                                      |                                                      |  |
|  | 2                                                          | UNAM (*)                                                   | 1                                                          | 2                                                          | 3                                                          |   |   |                                                      |                                                      |                                                      |                                                      |                                                      |  |   |                                                      |                                                      |                                                      |                                                      |                                                      |  |
|  | 7                                                          | Monterrey                                                  | 3                                                          | 0                                                          | 3                                                          |   |   |                                                      |                                                      |                                                      |                                                      |                                                      |  |   |                                                      |                                                      |                                                      |                                                      |                                                      |  |
|  | 7                                                          | Monterrey                                                  | 3                                                          | 0                                                          | 3                                                          |   | 2 | UNAM                                                 | 1                                                    | 2                                                    | 3                                                    |                                                      |  |   |                                                      |                                                      |                                                      |                                                      |                                                      |  |
|  |                                                            |                                                            |                                                            |                                                            |                                                            |   | 2 | UNAM                                                 | 1                                                    | 2                                                    | 3                                                    |                                                      |  |   |                                                      |                                                      |                                                      |                                                      |                                                      |  |
|  |                                                            |                                                            | 8                                                          | Guadalajara                                                | 1                                                          | 0 | 1 |                                                      |                                                      |                                                      |                                                      |                                                      |  |   |                                                      |                                                      |                                                      |                                                      |                                                      |  |
|  | 1                                                          | Tigres                                                     | 8                                                          | Guadalajara                                                | 1                                                          | 0 | 1 | 1                                                    | 1                                                    | 2                                                    |                                                      |                                                      |  |   |                                                      |                                                      |                                                      |                                                      |                                                      |  |
|  | 1                                                          | Tigres                                                     |                                                            |                                                            |                                                            |   |   |                                                      |                                                      | 2                                                    |                                                      |                                                      |  |   |                                                      |                                                      |                                                      |                                                      |                                                      |  |
|  | 8                                                          | Guadalajara                                                | 3                                                          | 1                                                          | 4                                                          |   |   |                                                      |                                                      |                                                      |                                                      |                                                      |  |   |                                                      |                                                      |                                                      |                                                      |                                                      |  |
|  | 8                                                          | Guadalajara                                                | 3                                                          | 1                                                          | 4                                                          |   |   |                                                      |                                                      |                                                      |                                                      |                                                      |  | 2 | UNAM                                                 | 1                                                    | 2                                                    | 3                                                    |                                                      |  |
|  |                                                            |                                                            |                                                            |                                                            |                                                            |   |   |                                                      |                                                      |                                                      |                                                      |                                                      |  | 2 | UNAM                                                 | 1                                                    | 2                                                    | 3                                                    |                                                      |  |
|  |                                                            |                                                            | 3                                                          | Morelia                                                    | 1                                                          | 1 | 2 |                                                      |                                                      |                                                      |                                                      |                                                      |  |   |                                                      |                                                      |                                                      |                                                      |                                                      |  |
|  | 3                                                          | Morelia                                                    | 3                                                          | Morelia                                                    | 1                                                          | 1 | 2 | 2                                                    | 3                                                    | 5                                                    |                                                      |                                                      |  |   |                                                      |                                                      |                                                      |                                                      |                                                      |  |
|  | 3                                                          | Morelia                                                    |                                                            |                                                            |                                                            |   |   |                                                      |                                                      | 5                                                    |                                                      |                                                      |  |   |                                                      |                                                      |                                                      |                                                      |                                                      |  |
|  | 6                                                          | América                                                    | 1                                                          | 2                                                          | 3                                                          |   |   |                                                      |                                                      |                                                      |                                                      |                                                      |  |   |                                                      |                                                      |                                                      |                                                      |                                                      |  |
|  | 6                                                          | América                                                    | 1                                                          | 2                                                          | 3                                                          |   | 3 | Morelia                                              | 0                                                    | 3                                                    | 3                                                    |                                                      |  |   |                                                      |                                                      |                                                      |                                                      |                                                      |  |
|  |                                                            |                                                            |                                                            |                                                            |                                                            |   | 3 | Morelia                                              | 0                                                    | 3                                                    | 3                                                    |                                                      |  |   |                                                      |                                                      |                                                      |                                                      |                                                      |  |
|  |                                                            |                                                            | 5                                                          | Cruz Azul                                                  | 2                                                          | 0 | 2 |                                                      |                                                      |                                                      |                                                      |                                                      |  |   |                                                      |                                                      |                                                      |                                                      |                                                      |  |
|  | 4                                                          | Atlante                                                    | 5                                                          | Cruz Azul                                                  | 2                                                          | 0 | 2 | 1                                                    | 0                                                    | 1                                                    |                                                      |                                                      |  |   |                                                      |                                                      |                                                      |                                                      |                                                      |  |
|  | 4                                                          | Atlante                                                    |                                                            |                                                            |                                                            |   |   |                                                      |                                                      | 1                                                    |                                                      |                                                      |  |   |                                                      |                                                      |                                                      |                                                      |                                                      |  |
|  | 5                                                          | Cruz Azul                                                  | 2                                                          | 0                                                          | 2                                                          |   |   |                                                      |                                                      |                                                      |                                                      |                                                      |  |   |                                                      |                                                      |                                                      |                                                      |                                                      |  |
|  | 5                                                          | Cruz Azul                                                  | 2                                                          | 0                                                          | 2                                                          |   |   |                                                      |                                                      |                                                      |                                                      |                                                      |  |   |                                                      |                                                      |                                                      |                                                      |                                                      |  |
|  |                                                            |                                                            |                                                            |                                                            |                                                            |   |   |                                                      |                                                      |                                                      |                                                      |                                                      |  |   |                                                      |                                                      |                                                      |                                                      |                                                      |  |

- (*) Avanzan por su posición en la tabla
- Los finalistas de la liguilla clasificarán a la Concacaf Liga Campeones 2011-2012 junto a los finalistas del Apertura 2010.

## Cuartos de final

### Tigres-Guadalajara
| 4 de mayo de 2011 - 19:00 | Guadalajara                                | 3:1 (1:0) | Tigres     | Estadio Omnilife, Guadalajara       |                                     |
|                           | Arellano 40' · Luna 58' · Fabián 66' (pen) | Reporte   | Molina 48' | Árbitro(s): Ricardo Arellano Nieves | Árbitro(s): Ricardo Arellano Nieves |

| 7 de mayo de 2011 - 19:00                                               | Tigres       | 1:1 (0:0) | Guadalajara | Estadio Universitario, Monterrey           |                                            |
|                                                                         | Mancilla 64' | Reporte   | Reynoso 78' | Árbitro(s): Mauricio Rafael Morales Ovalle | Árbitro(s): Mauricio Rafael Morales Ovalle |
| Club Deportivo Guadalajara avanza a semifinales por marcador global 4:2 |              |           |             |                                            |                                            |

### UNAM-Monterrey
| 5 de mayo de 2011 - 19:00 | Monterrey                            | 3:1 (2:0) | UNAM      | Estadio Tecnológico, Monterrey         |                                        |
|                           | Martínez 10' · Ayoví 20' · Suazo 47' | Reporte   | Bravo 69' | Árbitro(s): Juan Genaro Medrano Ávalos | Árbitro(s): Juan Genaro Medrano Ávalos |

| 8 de mayo de 2011 - 12:00                                                                           | UNAM                     | 2:0 (1:0) | Monterrey | Estadio Olímpico Universitario, Ciudad de México |                                        |
| | Velarde 6' · Fuentes 74' | Reporte   |           | Árbitro(s): Francisco Chacón Gutiérrez           | Árbitro(s): Francisco Chacón Gutiérrez |
| Club Universidad Nacional avanza a semifinales por marcador global 3:3 (mejor posición en la tabla) |                          |           |           |                                                  |                                        |

### Morelia-América
| 5 de mayo de 2011 - 21:00 | América     | 1:2 (0:1) | Morelia               | Estadio Corregidora, Querétaro           |                                          |
|                           | Márquez 69' | Reporte   | Pérez 16' Márquez 62' | Árbitro(s): Paúl Enrique Delgadillo Haro | Árbitro(s): Paúl Enrique Delgadillo Haro |

| 8 de mayo de 2011 - 20:00                                     | Morelia                         | 3:2 (1:1) | América            | Estadio Morelos, Morelia                   |                                            |
|                                                               | Rojas 31' 60' Márquez 47' (pen) | Reporte   | Reyes 4' Vuoso 65' | Árbitro(s): Marco Antonio Rodríguez Moreno | Árbitro(s): Marco Antonio Rodríguez Moreno |
| Monarcas Morelia avanza a semifinales por marcador global 5:3 |                                 |           |                    |                                            |                                            |

### Atlante-Cruz Azul
| 4 de mayo de 2011 - 21:00 | Cruz Azul       | 2:1 (1:1) | Atlante      | Estadio Azul, Ciudad de México        |                                       |
|                           | Giménez 18' 46' | Reporte   | Maldonado 6' | Árbitro(s): Miguel Ángel Ortega Rojas | Árbitro(s): Miguel Ángel Ortega Rojas |

| 7 de mayo de 2011 - 21:00                              | Atlante | 0:0     | Cruz Azul | Estadio Olímpico Andrés Quintana Roo, Cancún |                                   |
|                                                        |         | Reporte |           | Árbitro(s): Roberto García Orozco            | Árbitro(s): Roberto García Orozco |
| Cruz Azul avanza a semifinales por marcador global 2:1 |         |         |           |                                              |                                   |

## Semifinales

### UNAM-Guadalajara
| 12 de mayo de 2011 - 19:00 | Guadalajara  | 1:1 (0:0) | UNAM        | Estadio Omnilife, Guadalajara            |                                          |
|                            | Arellano 88' | Reporte   | Velarde 51' | Árbitro(s): Paúl Enrique Delgadillo Haro | Árbitro(s): Paúl Enrique Delgadillo Haro |

| 15 de mayo de 2011 - 12:00                                          | UNAM                 | 2:0 (1:0) | Guadalajara | Estadio Olímpico Universitario, Ciudad de México |                                   |
|                                                                     | Cortés 42' López 75' | Reporte   |             | Árbitro(s): Roberto García Orozco                | Árbitro(s): Roberto García Orozco |
| Club Universidad Nacional avanza a la final por marcador global 3:1 |                      |           |             |                                                  |                                   |

### Morelia-Cruz Azul
| 12 de mayo de 2011 - 21:00 | Cruz Azul             | 2:0 (2:0) | Morelia | Estadio Azul, Ciudad de México             |                                            |
|                            | Giménez 27' Villa 45' | Reporte   |         | Árbitro(s): Mauricio Rafael Morales Ovalle | Árbitro(s): Mauricio Rafael Morales Ovalle |

| 15 de mayo de 2011 - 20:00                                 | Morelia                   | 3:0 (2:0) | Cruz Azul | Estadio Morelos, Morelia               |                                        |
|                                                            | Márquez 8' 11' Lozano 88' | Reporte   |           | Árbitro(s): Francisco Chacón Gutiérrez | Árbitro(s): Francisco Chacón Gutiérrez |
| Monarcas Morelia avanza a la final por marcador global 3:2 |                           |           |           |                                        |                                        |

## Final

### Partido de ida
| 3  | PO  | Federico Vilar      |     |  |
| 16 | DEF | Adrián Aldrete      |     |  |
| 33 | DEF | Joel Huiqui         |     |  |
| 2  | DEF | Enrique Pérez       |     |  |
| 21 | MC  | Jaime Lozano        |     |  |
| 81 | MC  | Aldo Leão Ramírez   |     |  |
| 8  | MC  | Jorge Kalú Gastelum |     |  |
| 77 | MC  | Elías Hernández     |     |  |
| 11 | MC  | Joao Rojas          |     |  |
| 19 | DEL | Luis Gabriel Rey    | 87' |  |
| 7  | DEL | Rafael Márquez Lugo |     |  |
|    |     |                     |     |  |

| 1  | PO  | Alejandro Palacios     |     |
| 3  | DEF | Marco Antonio Palacios |     |
| 4  | DEF | Darío Verón            |     |
| 14 | DEF | Luis Fernando Fuentes  |     |
| 2  | DEF | Efraín Velarde         |     |
| 15 | MC  | Javier Cortés          |     |
| 20 | MC  | David Cabrera          | 59' |
| 5  | MC  | Israel Castro          |     |
| 17 | DEL | Francisco Palencia     | 72' |
| 10 | DEL | Martín Bravo           | 59' |
| 9  | DEL | Dante López            |     |
|    |     |                        |     |

| 13 | MC | Manuel Pérez | 87' |
|    |    |              |     |

| 7  | MC  | Leandro Augusto   | 59' |
| 11 | DEL | Juan Carlos Cacho | 59' |
| 13 | MC  | Jehu Chiapas      | 72' |

| 11 | MC | Joao Rojas | 73' |
|    |    |            |     |
|    |    |            |     |

| 17 | DEL | Francisco Palencia | 68' |
|    |     |                    |     |

|  |

| 20 | MC  | David Cabrera  | 47' |
| 2  | DEF | Efraín Velarde | 48' |

| Árbitro             | Roberto García Orozco        |
| Árbitros asistentes | Salvador Rodríguez Gorrocino |
| Árbitros asistentes | Héctor Manuel Delgadillo     |
| Cuarto árbitro      | Ricardo Arellano Nieves      |

| 3  | PO  | Federico Vilar      |     |  |
| 16 | DEF | Adrián Aldrete      |     |  |
| 33 | DEF | Joel Huiqui         |     |  |
| 2  | DEF | Enrique Pérez       |     |  |
| 21 | MC  | Jaime Lozano        |     |  |
| 81 | MC  | Aldo Leão Ramírez   |     |  |
| 8  | MC  | Jorge Kalú Gastelum |     |  |
| 77 | MC  | Elías Hernández     |     |  |
| 11 | MC  | Joao Rojas          |     |  |
| 19 | DEL | Luis Gabriel Rey    | 87' |  |
| 7  | DEL | Rafael Márquez Lugo |     |  |
|    |     |                     |     |  |

| 1  | PO  | Alejandro Palacios     |     |
| 3  | DEF | Marco Antonio Palacios |     |
| 4  | DEF | Darío Verón            |     |
| 14 | DEF | Luis Fernando Fuentes  |     |
| 2  | DEF | Efraín Velarde         |     |
| 15 | MC  | Javier Cortés          |     |
| 20 | MC  | David Cabrera          | 59' |
| 5  | MC  | Israel Castro          |     |
| 17 | DEL | Francisco Palencia     | 72' |
| 10 | DEL | Martín Bravo           | 59' |
| 9  | DEL | Dante López            |     |
|    |     |                        |     |

| 13 | MC | Manuel Pérez | 87' |
|    |    |              |     |

| 7  | MC  | Leandro Augusto   | 59' |
| 11 | DEL | Juan Carlos Cacho | 59' |
| 13 | MC  | Jehu Chiapas      | 72' |

| 11 | MC | Joao Rojas | 73' |
|    |    |            |     |
|    |    |            |     |

| 17 | DEL | Francisco Palencia | 68' |
|    |     |                    |     |

|  |

| 20 | MC  | David Cabrera  | 47' |
| 2  | DEF | Efraín Velarde | 48' |

| Árbitro             | Roberto García Orozco        |
| Árbitros asistentes | Salvador Rodríguez Gorrocino |
| Árbitros asistentes | Héctor Manuel Delgadillo     |
| Cuarto árbitro      | Ricardo Arellano Nieves      |

### Partido de vuelta
| 1  | PO  | Alejandro Palacios     |     |
| 2  | DEF | Efraín Velarde         |     |
| 3  | DEF | Marco Antonio Palacios |     |
| 4  | DEF | Darío Verón            |     |
| 14 | DEF | Luis Fernando Fuentes  | 54' |
| 5  | MC  | Israel Castro          |     |
| 20 | MC  | David Cabrera          |     |
| 9  | MC  | Dante López            |     |
| 10 | DEL | Martín Bravo           | 46' |
| 15 | DEL | Javier Cortés          |     |
| 17 | DEL | Francisco Palencia     | 71' |
| DT | DT  | Guillermo Vázquez      |     |

| 3  | PO  | Federico Vilar      |     |
| 2  | DEF | Enrique Pérez       |     |
| 16 | DEF | Adrián Aldrete      |     |
| 33 | DEF | Joel Huiqui         |     |
| 8  | DEF | Jorge Kalú Gastelum | 56' |
| 11 | MC  | Joao Rojas          | 90' |
| 21 | MC  | Jaime Lozano        |     |
| 77 | MC  | Elías Hernández     | 79' |
| 81 | MC  | Aldo Leão Ramírez   |     |
| 7  | DEL | Rafael Márquez Lugo |     |
| 9  | DEL | Miguel Sabah        |     |
| DT | DT  | Tomás Boy           |     |

| 78 | MC  | Carlos Orrantia   | 46' |
| 7  | MC  | Leandro Augusto   | 54' |
| 11 | DEL | Juan Carlos Cacho | 71' |

| 14 | MC  | Luis Miguel Noriega | 56' |
| 18 | DEL | Luis Gabriel Rey    | 79' |
| 11 | MC  | Manuel Pérez        | 90' |

| 17 | DEL | Francisco Palencia | 14' |
| 15 | DEL | Javier Cortés      | 76' |

| 21 | MC | Jaime Lozano | 26' |

| 1 | PO  | Alejandro Palacios | 25' |
| 2 | DEF | Efraín Velarde     | 30' |
| 7 | MC  | Leandro Augusto    | 75' |
| 4 | MC  | Darío Verón        | 87' |

| 3  | PO  | Federico Vilar      | 12' |
| 9  | DEL | Miguel Sabah        | 18' |
| 14 | MC  | Luis Miguel Noriega | 57' |
| 11 | DEL | Joao Rojas          | 80' |

| Árbitro             | Marco Antonio Rodríguez    |
| Árbitros asistentes | Carlos Ayala Cuéllar       |
| Árbitros asistentes | Alberto Morín Méndez       |
| Cuarto árbitro      | Francisco Chacón Gutiérrez |

| 1  | PO  | Alejandro Palacios     |     |
| 2  | DEF | Efraín Velarde         |     |
| 3  | DEF | Marco Antonio Palacios |     |
| 4  | DEF | Darío Verón            |     |
| 14 | DEF | Luis Fernando Fuentes  | 54' |
| 5  | MC  | Israel Castro          |     |
| 20 | MC  | David Cabrera          |     |
| 9  | MC  | Dante López            |     |
| 10 | DEL | Martín Bravo           | 46' |
| 15 | DEL | Javier Cortés          |     |
| 17 | DEL | Francisco Palencia     | 71' |
| DT | DT  | Guillermo Vázquez      |     |

| 3  | PO  | Federico Vilar      |     |
| 2  | DEF | Enrique Pérez       |     |
| 16 | DEF | Adrián Aldrete      |     |
| 33 | DEF | Joel Huiqui         |     |
| 8  | DEF | Jorge Kalú Gastelum | 56' |
| 11 | MC  | Joao Rojas          | 90' |
| 21 | MC  | Jaime Lozano        |     |
| 77 | MC  | Elías Hernández     | 79' |
| 81 | MC  | Aldo Leão Ramírez   |     |
| 7  | DEL | Rafael Márquez Lugo |     |
| 9  | DEL | Miguel Sabah        |     |
| DT | DT  | Tomás Boy           |     |

| 78 | MC  | Carlos Orrantia   | 46' |
| 7  | MC  | Leandro Augusto   | 54' |
| 11 | DEL | Juan Carlos Cacho | 71' |

| 14 | MC  | Luis Miguel Noriega | 56' |
| 18 | DEL | Luis Gabriel Rey    | 79' |
| 11 | MC  | Manuel Pérez        | 90' |

| 17 | DEL | Francisco Palencia | 14' |
| 15 | DEL | Javier Cortés      | 76' |

| 21 | MC | Jaime Lozano | 26' |

| 1 | PO  | Alejandro Palacios | 25' |
| 2 | DEF | Efraín Velarde     | 30' |
| 7 | MC  | Leandro Augusto    | 75' |
| 4 | MC  | Darío Verón        | 87' |

| 3  | PO  | Federico Vilar      | 12' |
| 9  | DEL | Miguel Sabah        | 18' |
| 14 | MC  | Luis Miguel Noriega | 57' |
| 11 | DEL | Joao Rojas          | 80' |

| Árbitro             | Marco Antonio Rodríguez    |
| Árbitros asistentes | Carlos Ayala Cuéllar       |
| Árbitros asistentes | Alberto Morín Méndez       |
| Cuarto árbitro      | Francisco Chacón Gutiérrez |

| Campeón Clausura 2011 |
| --------------------- |
|                       |
| UNAM                  |
| 7.º Título            |